# Кванмьон
Кванмьон (на корейски: 광명망 или 光明網, „мрежа на светлината“, „мрежа на просвещението“) е националната вътрешна компютърна мрежа (интранет) на КНДР. Създадена е през 2000 г. по инициатива на правителството на КНДР в качество на местен заместител на глобалната мрежа интернет. Това е една от най-големите изолирани от интернет компютърни мрежи.
Съдържа основно материали с комунистическо-пропагандно съдържание, а също и неутрални в идеологически план материали (технически, естествено-научни текстове, сайтове на висши учебни заведения и т.н.). Разполага с вътрешна търсачка, социална мрежа (близка до Facebook), електронна поща. Към 2014 г. наброява, по различни оценки, между 1000 и 5500 сайта, като половината от тях са на учебни заведения и други организации. Използва собствен DNS.
От август 2016 г. е пусната услугата за видео стрийминг „Manbang“, използваща връзка с Кванмьон през Wi-Fi и тунер; може да бъде достъпна и чрез севернокорейските смартфони и таблети.
Кванмьон е единствената компютърна мрежа, до която повечето севернокорейци имат достъп. Услугата е безплатна за публично ползване и е достъпна само на територията на КНДР.

## Използване
Използването на интранета става чрез официалния (и единствения) браузър – Naenara, който идва с Red Star OS и със севернокорейската версия на Windows XP. Naenara е модифицирана версия на Mozilla Firefox.